# Сніг (фільм, 2015)
«Сніг» (болг. «Сняг») — болгарсько-український кримінально-драматичний фільм, знятий дебютантом Венциславом Василєвим.
Світова прем'єра стрічки відбулась 9 жовтня 2015 року в головному конкурсі Варшавського міжнародного кінофестивалю.

## У ролях
- Пламен Веліков — Боббі
- Константін Асєнов — Боббі змалку
- Красімір Доков — батько Любака
- Володимир Ямненко — Чічьото Гошо
- Ованес Торосян — Марті
- Іванна Папазова — жінка Боббі Дола
- Іван Павлов - директор інтернату

## Виробництво

### Розроблення
Перші переговори болгарських кінематографістів про співпрацю з українськими зазнали невдачу. Проте, пізніше проектом зацікавилася «Національна кінематека України».
Бюджет фільму складає 800-900 тисяч євро, з них 45 % — внесок української сторони, а саме «Національної кінематеки України» та її партнерів.

### Знімання
Зйомки почались у листопаді 2013 року. В Болгарії фільм знімався двома блоками в грудні, потім — у січні 2013 року.. В кінці лютого 2014 року — на початку березня 2014 року планували продовжити зйомки і в Україні, однак через початок Російсько-української війни автори були змушені відмовитися від фільмування в Україні.

### Постпродакшн
Постпродакшном займалася компанія «Кінотур» (Kinotur Digital Intermediate Lab).

## Визнання
| Нагороди та номінації фільму «Сніг» | Нагороди та номінації фільму «Сніг»   | Нагороди та номінації фільму «Сніг» | Нагороди та номінації фільму «Сніг» | Нагороди та номінації фільму «Сніг» | Нагороди та номінації фільму «Сніг» |
| Рік                                 | Кінопремія / Кінофестиваль            | Категорія / Нагорода                | Номінант                            | Результат                           |                                     |
| ----------------------------------- | ------------------------------------- | ----------------------------------- | ----------------------------------- | ----------------------------------- | ----------------------------------- |
| 2015                                | Варшавський міжнародний кінофестиваль | Найкращий фільм                     | «Сніг»                              | Номінація                           |                                     |